# Wingville
Wingville est une ville du comté de Grant, dans le Wisconsin, aux États-Unis.